# Bělčice (Ostředek)
Bělčice (Duits: Bieltschitz of Bieltschitz bei Ostredeck) is een Tsjechische plaats in de gemeente Ostředek, regio Midden-Bohemen, en maakt deel uit van het district Benešov. Het dorp ligt op 2 kilometer afstand van Ostředek.
Bělčice telt 15 inwoners (2024).

## Geschiedenis
De eerste schriftelijke vermelding van het dorp dateert van 1390.
Van 1850 tot 1921 maakte Bělčice deel uit van de voormalige gemeente Vestec, van 1930 tot 1950 was het een zelfstandige gemeente en sinds 1961 behoort het dorp tot de gemeente Ostředek. Sinds 1960 is Bělčice volledig ondergebracht bij het district Benešov.

## Verkeer en vervoer

### Autowegen
Er leidt een regionale weg naar het dorp, evenals snelweg D1.

### Spoorlijnen
Er is geen station in Bělčice. Het dichtstbijzijnde station is in Chocerady, op 4,5 kilometer afstand. Dat station ligt aan spoorlijn 212 Čerčany - Sázava - Zruč nad Sázavou - Světlá nad Sázavou. De lijn is enkelsporig en werd in 1901 geopend.

### Buslijnen
Er is geen bushalte in Bělčice. De dichtstbijzijnde bushalte is in Ostředek, op ongeveer twee kilometer afstand:
| Halte               | Lijn(en) | Traject(en)                                    | Vervoerder(s) |
| ------------------- | -------- | ---------------------------------------------- | ------------- |
| Ostředek, Mžižovice | 483 770  | Vlašim - Chocerady Benešov - Uhlířské Janovice | CŠAD Benešov  |

## Bezienswaardigheden
- Monumentale klokkentoren

## Galerij

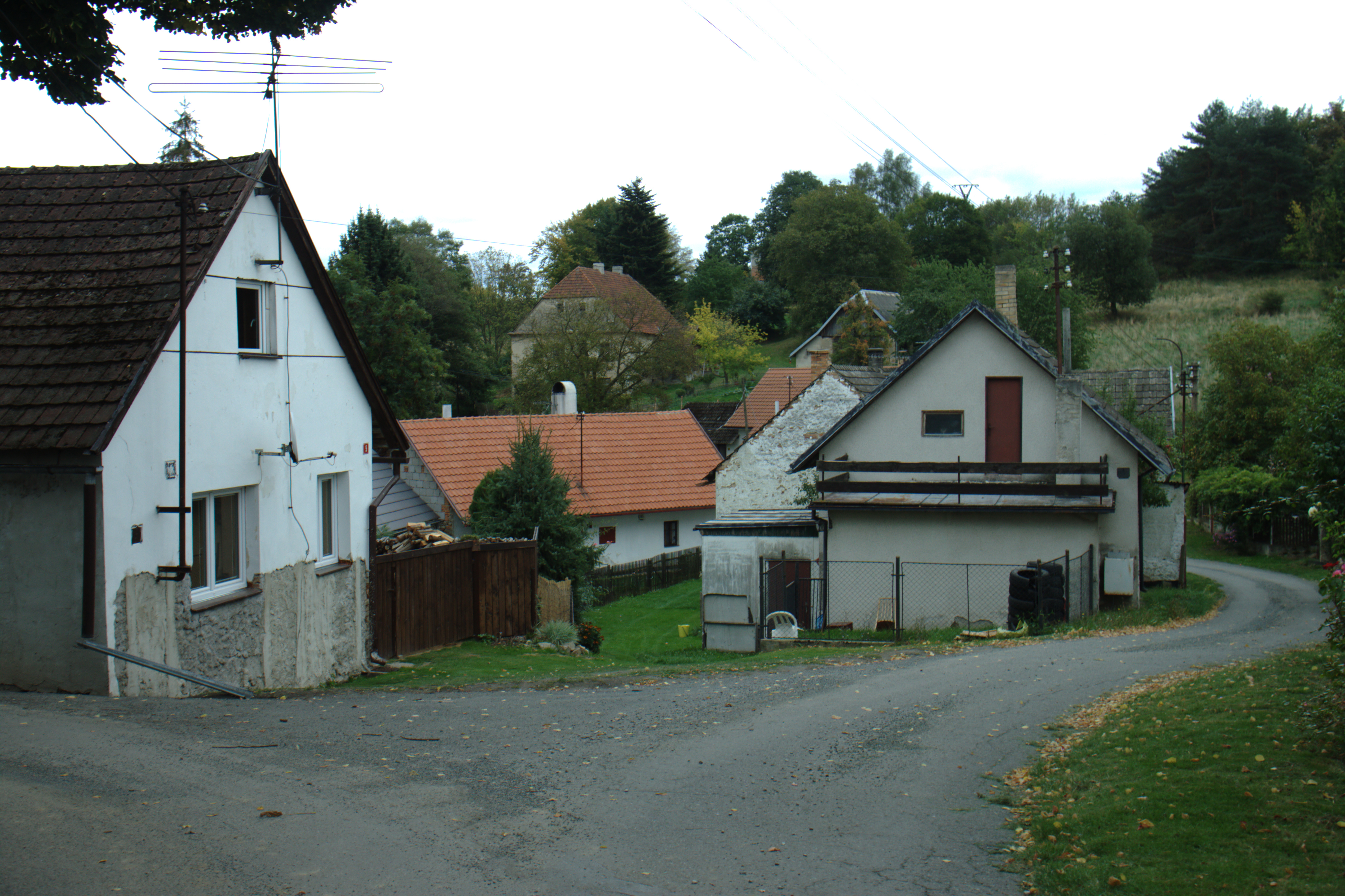
Huizen in het dorp (2015)
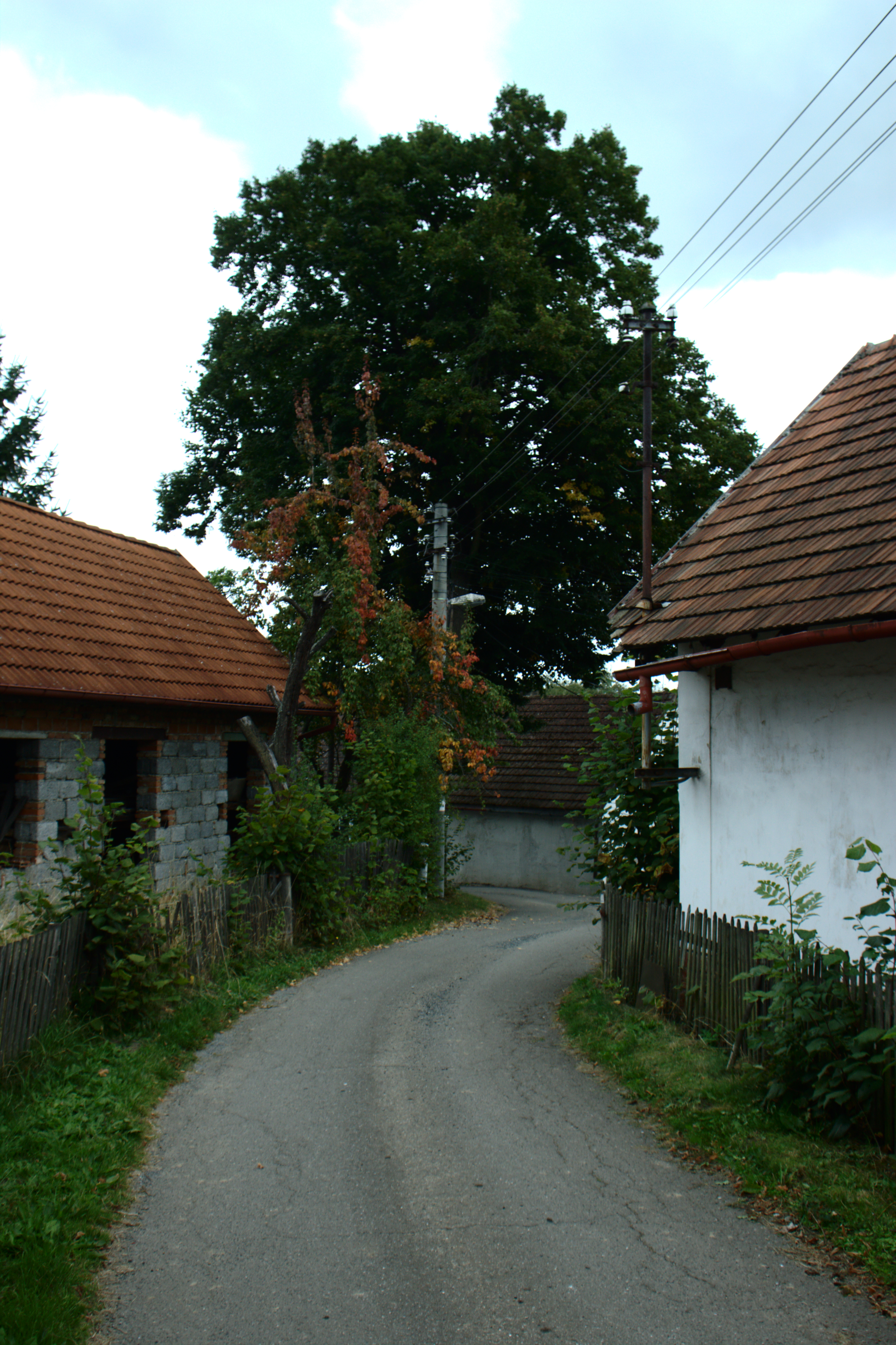
Weg door het dorp (2015)
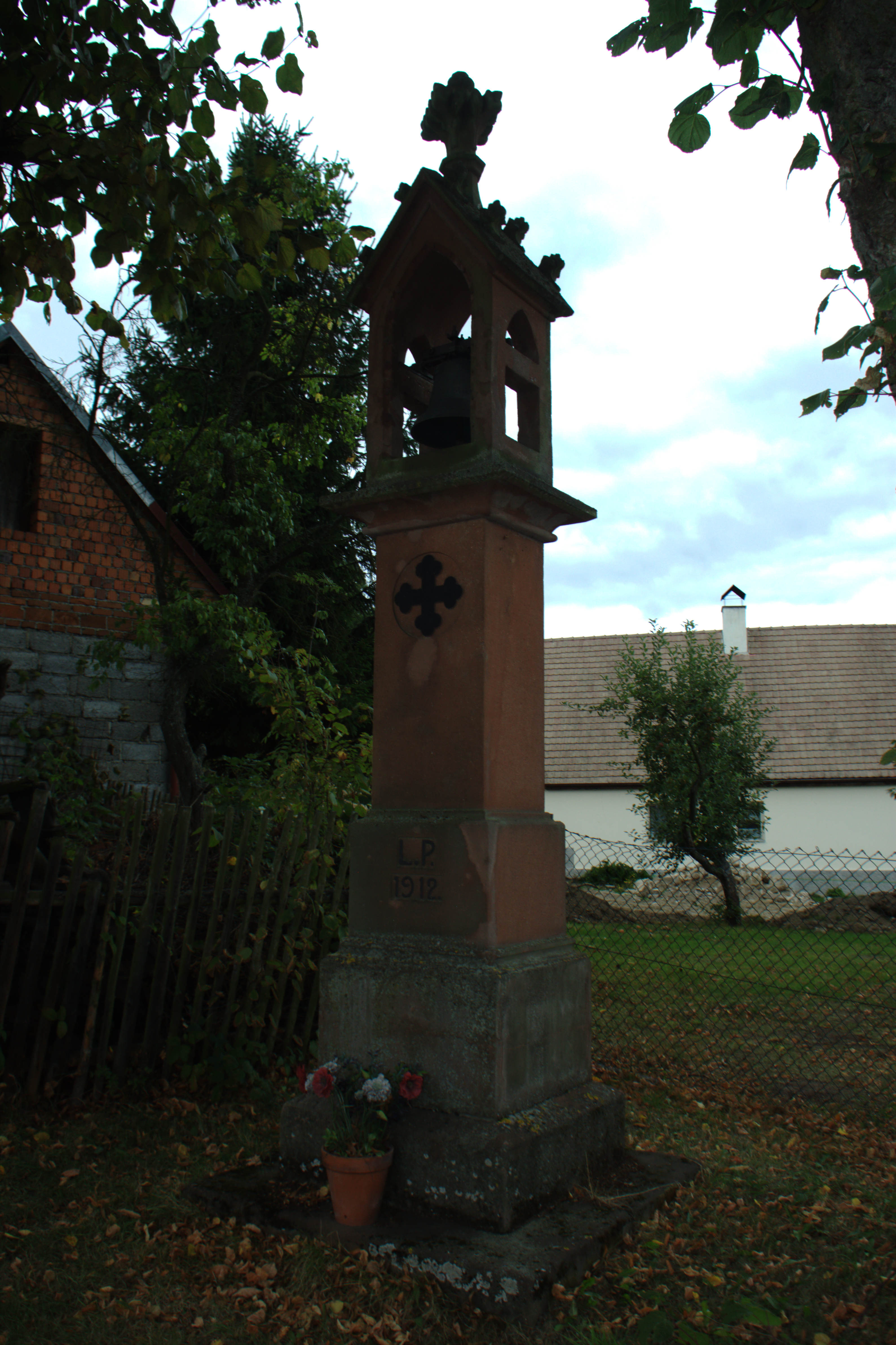
Monumentale klokkentoren (2015)